# 上青天足球对抗赛
上青天足球对抗赛，全称「上海-青岛-天津足球对抗赛」，又称「上青天杯」，是2001年至2003间举办的一项足球比赛，每年举办一届，由上海申花、天津泰达、青岛颐中海牛三家中国足球甲A联赛俱乐部自发组织，三地轮流举办，是当时中国国内俱乐部间唯一一项固定赛事。

## 杯赛创立
「上青天」最初是指1930年代中国的「三大纺织工业基地」——上海、青岛和天津，为当时民族工业的发展，作出过历史性的贡献。而上青天足球对抗赛是借用了当时的称呼。而在甲A联赛中申花、泰达、海牛队管理层也有着较好的关系，赛事的推出被寄予了很高的期望。
首届「上青天杯」时，球场上还悬挂出了「足球搭台经济唱戏、上青天共话跨越式发展、三市三兄弟联手上青天」这样的横幅。也有观点认为，这三家俱乐部能够组织在一起，源于地缘，这三家俱乐部相距不远并都沿海，在一起备战既省路费，又免去了邀请热身对手的开销。 

## 赛事综述
比赛最初目的是利用联赛间歇，加强球队的交流，检验备战效果，为新阶段的联赛热身，也有树立一个体育品牌达到吸引球迷与商家的用意。赛事采用单循环赛制，每支球队打比赛两场，积分最高的球队为冠军。
2001年，首届上青天对抗赛在天津开踢，上海申花队夺得了首届冠军。随后的两届比赛分别由青岛和上海承办，青岛海牛和上海申花夺得冠军。2004年，上青天杯原计划将这一品牌赛事进行扩军，吸引三支甲B联赛球队，使得赛事参赛球队达到6支。 但由于种种原因，赛事在三届后停办了。

## 历届上青天杯成绩
| 年度                      | 日期             | 地点                       | 冠军         | 亚军       | 季军       |
| ------------------------- | ---------------- | -------------------------- | ------------ | ---------- | ---------- |
| 2001年 首届「环球磁卡杯」 | 10月6日-10月12日 | 天津, 民园体育场           | 上海申花     | 青岛啤酒   | 天津泰达   |
| 2002年 第二届上青天杯     | 6月9日-6月17日   | 威海乳山, 颐中足球训练基地 | 青岛颐中海牛 | 上海申花   | 天津泰达   |
| 2003年 第三届上青天杯     | 6月20日-6月26日  | 上海, 申花康桥基地         | 上海申花     | 天津康师傅 | 青岛贝莱特 |